# American Anti-Slavery Society

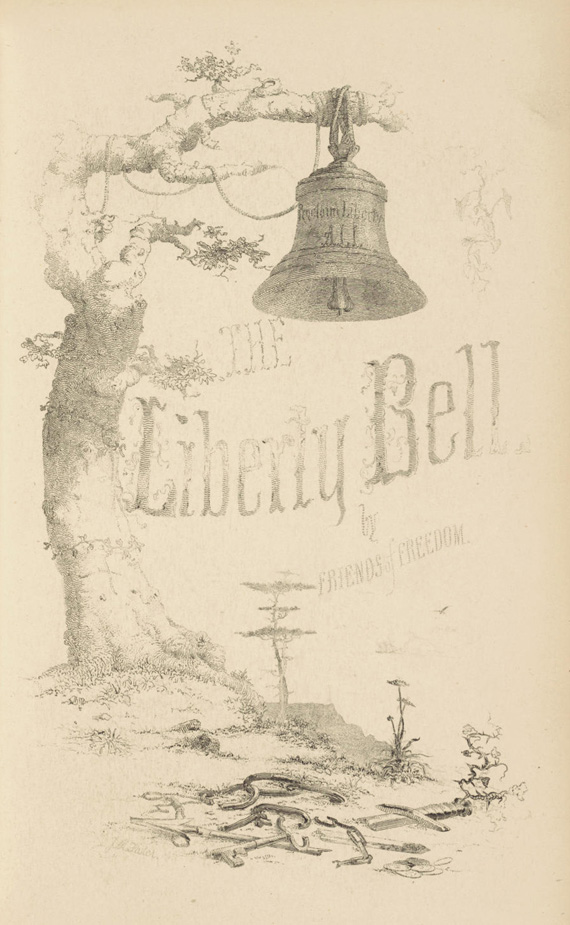
The Liberty Bell. Boston: American Anti-Slavery Society, 1856. Division of Rare & Manuscript Collections. Carl A. Kroch Library, Cornell University.

American Anti-Slavery Society (AASS) var en amerikansk abolitionistförening, aktiv mellan 1833 och 1870. Den grundades av William Lloyd Garrison och Arthur Tappan, och var den första nationella abolitionistföreningen i USA, där det tidigare endast funnits lokala sådana (varav den första var Pennsylvania Anti-Slavery Society från 1787). 
Föreningen hade sin bas i New York, och grundade en rad lokalföreningar. Den utgav från 1840 tidningen National Anti-Slavery Standard, och var känd för att låta före detta slavar tala på sina möten. En rad berömda personer var medlemmar i denna förening, bland dem Susan B. Anthony, Elizabeth Cady Stanton, Theodore Dwight Weld och Lewis Tappan.